# Шведска националсоциалистическа партия
Шведска националсоциалистическа партия (СНСП) (на шведски: Svenska nationalsocialistiska partiet; SNSP) е нацистка политическа партия в Швеция.

## История
Партията е създадена по модела на Националсоциалистическата германска работническа партия (НСДАП). Като национален лидер, Фуругорд има пълна власт във всички партийни дела (имитиращ ролята на фюрер). Свен-Олов Линдхолм е вторият командир в партията и редактор на Vår Kamp. Партията поддържа тесни контакти с германските си колеги. Самият Фуругорд посещава Нацистка Германия няколко пъти и говори на заседанията в предизборната кампания на НСДАП. Той развива лични връзки с ключови личности в германската партийна йерархия, включително Адолф Хитлер. Партията използва за символ свастика.

### Ранен период
Партията е основана на 1 октомври 1930 г. след сливането на Националсоциалистическа народна партия на Швеция и Новата шведска народна лига. Новата шведска национална лига (Nysvenska nationella förbundet) е името на единната партия. На 1 ноември 1930 г. е приета нова партийна програма. Името СНСП е прието през 1931 г.
Фуругорд се стреми да организира срещи с Адолф Хитлер и Йозеф Гьобелс като гост-оратори през март 1931 г. Плановете обаче пропадат, тъй като шефът на Стокхолмската полиция Ерик Халгрен отказва да издаде разрешение за събор, страхувайки се от бунтове.

### Конгрес от 1931 г.
СНСП провежда първия си конгрес в Гьотеборг, между 4 и 6 април 1931 г. (по време на Великденските празници). Около 100 души участват в дебатите, включително представител на НСДАП. Политическите въпроси, които трябва да бъдат обсъдени, са подготвени от „Великия съвет“, състоящ се от национално партийно ръководство и лидери на партийни структури и клонове. В рамките на конгреса са обсъдени въпроси, свързани с партийните публикации и пропагандата. Партията иска да организира въоръжен марш на СА през града, но местните власти отказват да дадат разрешение за такава дейност. Вместо това се провежда пропагандна среща на закрито, във връзка с партийния конгрес, като Линдхолм е главен оратор.

### Избори 1932 г.
Партията събира 15 188 гласа на парламентарните избори през 1932 г., но не печели места в парламента. Партията има кандидатури в 11 избирателни района.

### Първо разцепление
През 1933 г. СНСП претърпява значително разделение. Конфликтът между Фуругорд и Линдхолм е налице от 1932 г. Конфликтът възниква от спор между Линдхолм (който има малко по-либерален подход) и клона на партията в Гьотеборг (в ръцете на по-консервативни нацисти). Фуругорд остава близък с клона в Гьотеборг и до известна степен става икономически зависим от тях. Постепенно напрежението нараства между Фуругорд и Линдхолм. На 13 януари 1933 г. Фуругорд изгонва Линдхолм и неговите последователи от партията, след спонтанна среща на Великия съвет. В отговор, Линдхолм създава своя партия, Националсоциалистическа работническа партия на Швеция на 14 януари 1933 г. Освен това, Линдхолм изпраща декларация до структурите, обвиняваща Фуругорд в корупция. Ръководителят на СА, Хеденгрен, взима страната на Линдхолм. Много млади членове на партията, също се присъединяват към партията на Линдхолм. След разделянето, СНСП обикновено се нарича пряко Furugårdspartiet („Партията на Фуругорд“) или Furugårdarna, за да се разграничи от партията от Линдхолм.
В разгара на разделението, възникна объркване сред много местни структури, които не са сигурни в коя партия ще преминат. Някои решават да останат независими от двамата ключови лидери. Ситуацията е особено хаотична в Скане, където редица партийни структури се прегрупират като собствена партия, Шведско националсоциалистическо единство.
След разделянето, СНСП и ССС се състезават помежду си, за да получат подкрепата и признанието както от шведския електорат, така и от германските си колеги. В крайна сметка, ССС ще консолидира позицията си на най-голямото националсоциалистическо движение в Швеция. През септември 1933 г., Фуругорд посещава Германия, за да осигури непрекъсната германска подкрепа за партията си. По време на това пътуване, той провежда последната си среща с Хитлер. Въпреки това, искането на Фуругорд за 20 000 райхмарки дарение за СНСП е отхвърлено от германците.

### Второ разцепление
През октомври 1933 г., СНСП претърпява още едно разцепване, след като Фуругорд и служители на партията се сблъскват. И двете страни се обвиняват взаимно и искат да бъдат изгонени от партията. Фуругорд води група партийни кадри от Карлстад до Гьотеборг, за да изземе имоти от партийния щаб. След това се връща в Карлстад, за да установи новото си седалище там. Персоналът на партията се прегрупира като Шведско националсоциалистическо единство. Партията на Шведското националсоциалистическо единство продължава да публикува вестника Vår Kamp като партиен печатен орган.

### Общински избори
Партията получава 11 400 гласа самостоятелно в общинските избори през 1934/1935 и още 5400 гласа в съвместни листи с други националсоциалистически фракции (предимно Националсоциалистическият блок). Около 80 общински съветници от СНСП са избрани в цялата страна.

### Закриване
СНСП провежда национален конгрес в Стокхолм през май 1936 г.
Партията оспорва парламентарните избори през 1936 г. в съюз с Националсоциалистическия блок. Като цяло, коалицията им с тях има кандидати в 12 избирателни района. Изборите са лоши за партията, която е засенчена от партията на Линдхолм. Коалицията събира само 3025 гласа. СНСП е разпусната малко след това. Фуругорд признава грешката си и призовава своите последователи да обединят усилията си с Линдхолм. Фуругорд се оттегля от политическия живот. Умира през 1961 г.

## Членство
До 1932 г. партията има около 3000 членове, организирани в около 50 партийни структури в цялата страна. Партията има предимно мъжко членство. Около една четвърт от членовете на партията са земеделски стопани или селскостопански работници и аграрният профил на партията е особено забележим в Южна Швеция.